# كامران مامادوف
كامران مامادوف (بالأذرية: Kamran Məmmədov)‏ هو مصارع رياضي أذربيجاني، ولد في 12 مارس 1990.

## روابط خارجية
- كامران مامادوف على موقع قاعدة بيانات المصارعة الدولية (الإنجليزية)